# Tony Musante
Anthony Peter Musante Jr. (30 de junho de 1936 – 26 de novembro de 2013) foi um ator americano, mais conhecido pela série Toma como o Detetive David Toma, Nino Schibetta em Oz (1997) e Joe D'Angelo em As the World Turns (2000–2003). No cinema, alcançou fama relativamente cedo em sua carreira, estrelando ou tendo papéis significativos em filmes como Once a Thief (1965), The Incident (1967), The Detective (1968) e The Last Run (1971), e também em diversas produções italianas, incluindo Il mercenario (1968), Metti, una sera a cena (1969) e L'uccello dalle piume di cristallo (1970) de Dario Argento.

## Vida e carreira
Anthony Peter Musante Jr. nasceu no município de Bridgeport na federação de Connecticut em uma família ítalo-americana, filho da professora Natalie Anne (nascida Salerno) e Anthony Peter Musante, um contador. Ele estudou no Oberlin College e na Northwestern University.
Musante atuou em vários longas-metragens, nos Estados Unidos e em outros lugares, incluindo a Itália. Entre seus trabalhos estão a série de televisão Toma (antecessora de Baretta) de 1973, e a novela As the World Turns além da peça da Broadway "PS Your Cat Is Dead!" (1975), pela qual foi indicado ao Drama Desk Award. Toma teve um bom desempenho nas avaliações, apesar da forte oposição, mas Musante insistiu em deixar a série após um ano, conforme permitido por seu contrato. A série foi refeita sob o título de Baretta com Robert Blake no papel principal tornando-se um sucesso. Na época de sua morte, o The New York Times se referiu a Toma como "o programa que escapou". Mas o intérprete nunca se arrependeu de deixar a série, apesar de sacrificar dinheiro e fama.
Ele foi indicado ao Emmy em 1975 por seu trabalho no episódio "A Quality of Mercy" do Medical Center. Tony Musante também interpretou Nino Schibetta, um temido líder da máfia italiana que domina a cidade fictícia de Emerald City durante a primeira temporada da série de televisão Oz, da HBO.

## Morte
Tony Musante morreu de hemorragia após cirurgia oral em 26 de novembro de 2013, aos 77 anos, em Manhattan.

## Filmografia

### Cinema
- Once a Thief (1965) – Cleveland 'Cleve' Shoenstein
- The Incident (1967) – Joe Ferrone
- The Detective (1968) – Felix
- Il mercenario (Itália, 1968) – Paco Román
- Metti, una sera a cena (Itália, 1969) – Max
- L'uccello dalle piume di cristallo (Itália, 1970) – Sam Dalmas
- Anonimo Veneziano (Itália, 1970) – Enrico
- Grissom Gang (1971) – Eddie Hagan
- The Last Run (1971) – Paul Rickard
- Il caso Pisciotta (The Pisciotta Case) (Itália, 1972) – Francesco Scauri
- Goodbye & Amen (Itália, 1978) – John Dhannay
- Break Up (Itália, 1978) – Paolo Naviase
- it (Itália, 1983) – Jurek Rudinski
- The Pope of Greenwich Village (1984) – Pete
- La Gabbia (Itália, 1985) – Michael Parker
- Il pentito (Itália, 1985) – Vanni Ragusa
- The Deep End of the Ocean (1999) – Angelo Cappadora
- The Yards (2000) – Seymour Korman
- La vita come viene (Itália, 2003) – Karl, o Professor
- it (Itália, 2004) – Amilcare
- We Own the Night (2007) – Jack Shapiro

### Televisão
| Ano       | Titulo                                  | Personagem                | Episódio                              |
| --------- | --------------------------------------- | ------------------------- | ------------------------------------- |
| 1963      | The DuPont Show of the Week             | Joe Ferrone               | "Ride with Terror"                    |
| 1964      | Bob Hope Presents the Chrysler Theatre  | Major DeGuisado           | "A Wind of Hurricane Force"           |
| 1964      | Alfred Hitchcock Presents               | Candle                    | "Memo from Purgatory"                 |
| 1965      | The Trials of O'Brien                   | Coley Thomas              | "Bargain Day on the Street of Regret" |
| 1966      | The Trials of O'Brien                   | Callison                  | "The Blue Steel Suite"                |
| 1966      | The Fugitive                            | Billy Karnes              | "The Blessings of Liberty"            |
| 1973      | Marcus Welby, M.D.                      | David                     | Episódio "The Tall Tree"              |
| 1973–1974 | Toma                                    | Det. David Toma           | 23 episódios                          |
| 1974      | Police Story                            | Joe Bosic                 | Episódio "Fathers and Sons"           |
| 1975      | fr                                      | Lt. William Calley        | Telefilme                             |
| 1975      | The Rockford Files                      | Charlie Harris            | "Charlie Harris at Large"             |
| 1975      | The Desperate Miles                     | Joe Larkin                | Telefilme                             |
| 1975      | Medical Story                           | Dr. Paul Brandon          | Episódio "The God Syndrome"           |
| 1975      | Police Story                            | Sgt. Vince Della Maggiori | Episódio "Breaking Point"             |
| 1976      | Medical Story                           | Dr. Hoffman               | "The Quality of Mercy"                |
| 1976      | Origins of the Mafia                    | Michele Borello           | Minissérie Italiano                   |
| 1976      | Police Story                            | Jack Mitchell             | "The Other Side of the Badge"         |
| 1977      | it                                      | Joey Faber                | Telefilme                             |
| 1978      | My Husband Is Missing                   | Derek Mackenzie           | Telefilme                             |
| 1979      | Breaking Up Is Hard to Do               | Sal Falcone               | Telefilme                             |
| 1979      | The Thirteenth Day: The Story of Esther | King Ahasuerus            | Telefilme                             |
| 1980      | High Ice                                | Lt. Col. Harris Thatcher  | Telefilme                             |
| 1982      | American Playhouse                      | George                    | Episódio: "Weekend"                   |
| 1984      | Rearview Mirror                         | Vince Martino             | Telefilme                             |
| 1985      | MacGruder and Loud                      | Caferelli                 | Episódio: Pilot                       |
| 1986      | The Equalizer                           | John Parker               | Episódio "Pretenders"                 |
| 1987      | Nutcracker: Money, Madness and Murder   | Vittorio                  | Minissérie                            |
| 1987      | Night Heat                              | Roy Barnett               | "Grace"                               |
| 1988      | La collina del diavolo                  | Daniele                   | Telefilme da Itália                   |
| 1989      | Jesse Hawkes                            |                           | Episódio "Little Girl Lost"           |
| 1989      | it                                      | Kirk Mesana               | Minissérie italiana                   |
| 1995      | Il barone                               | Baron Sajeva              | Minissérie da Itália                  |
| 1997      | Deep Family Secrets                     | Lennox                    | Telefilme                             |
| 1997      | Oz                                      | Nino Schibetta            | 7 episódios                           |
| 1997      | Nothing Sacred                          | Gary                      | Episódio "Song of Songs"              |
| 1998      | Exiled: A Law & Order Movie             | Don Giancarlo Uzielli     | Telefilme                             |
| 1998      | Acapulco H.E.A.T.                       | Rocco Santora             | "Code Name Million Dollar Man"        |
| 1999      | it                                      | Duraid Al Simma           | Minissérie                            |
| 2000      | Un bacio nel buio                       |                           | TV miniseries. Italy                  |
| 2000–2003 | As the World Turns                      | Joe D'Angelo              | 4 capítulos                           |
| 2001      | 100 Centre Street                       | Albert Esposito           | 2 episódios                           |
| 2004      | Traffic                                 | Alex Edmonds              | Minissérie                            |
| 2007      | es                                      | Alpius                    | Minissérie italiana                   |
| 2013      | it                                      | Don Luigi Vitiello        | Minissérie italiana                   |